# Polytome
Le Polytome est un tomographe universel développé à l'hôpital de la Salpêtrière, avec l'autorisation du directeur général de l'Assistance publique, par les inventeurs français Raymond Sans et Jean Porcher, lesquels se sont inspirés des principes des Docteurs André Bocage et Bernard George Ziedses des Plantes.

## Procédé
Ce tomographe produit des images radiologiques dans une coupe tomographique d'un millimètre d'épaisseur, soit un dixième des meilleures coupes tomographiques de l'époque.
L'invention est brevetée sous le numéro 542758 du 4 octobre 1947. La convention relative à son exploitation a été enregistrée à la Direction de la Propriété Industrielle le 16 octobre 1948 sous le N°17.638.
Ce brevet comportait le choix des trajectoires : linéaires, circulaires, elliptiques ou  hypocycloïdales, obtenues au moyen d'une boîte de vitesses mue par un moteur asynchrone.

## Industrialisation
En octobre 1947, Sans et Porcher proposent aux Établissements Massiot de Courbevoie, de construire leur appareil. Ainsi naquit le Polytome.
Le premier Polytome construit industriellement fut présenté au Congrès des radiologistes de langue Française en juillet 1951 à Bruxelles.
C'est en 1954, au Congrès des radiologistes de langues latines à Rome, que le Polytome à grille tournante fut introduit.
Le premier Polytome exposé à Bruxelles fut prêté à l'Assistance publique et l'expérimentation conduite dans le service du Docteur Thoyer-Rozat à l'hôpital de la Pitié.
Exposé au Congrès international de Copenhague en juillet 1953, le Polytome conquit le professeur Stieves de Munich. Ce fut le point de départ du succès européen de ce modèle qui surprenait les radiologues par la qualité et la précision des tomographies des petits os comme ceux de l'oreille interne.
Cette innovation technologique est l'ancêtre du scanner moderne,.